# Rafia

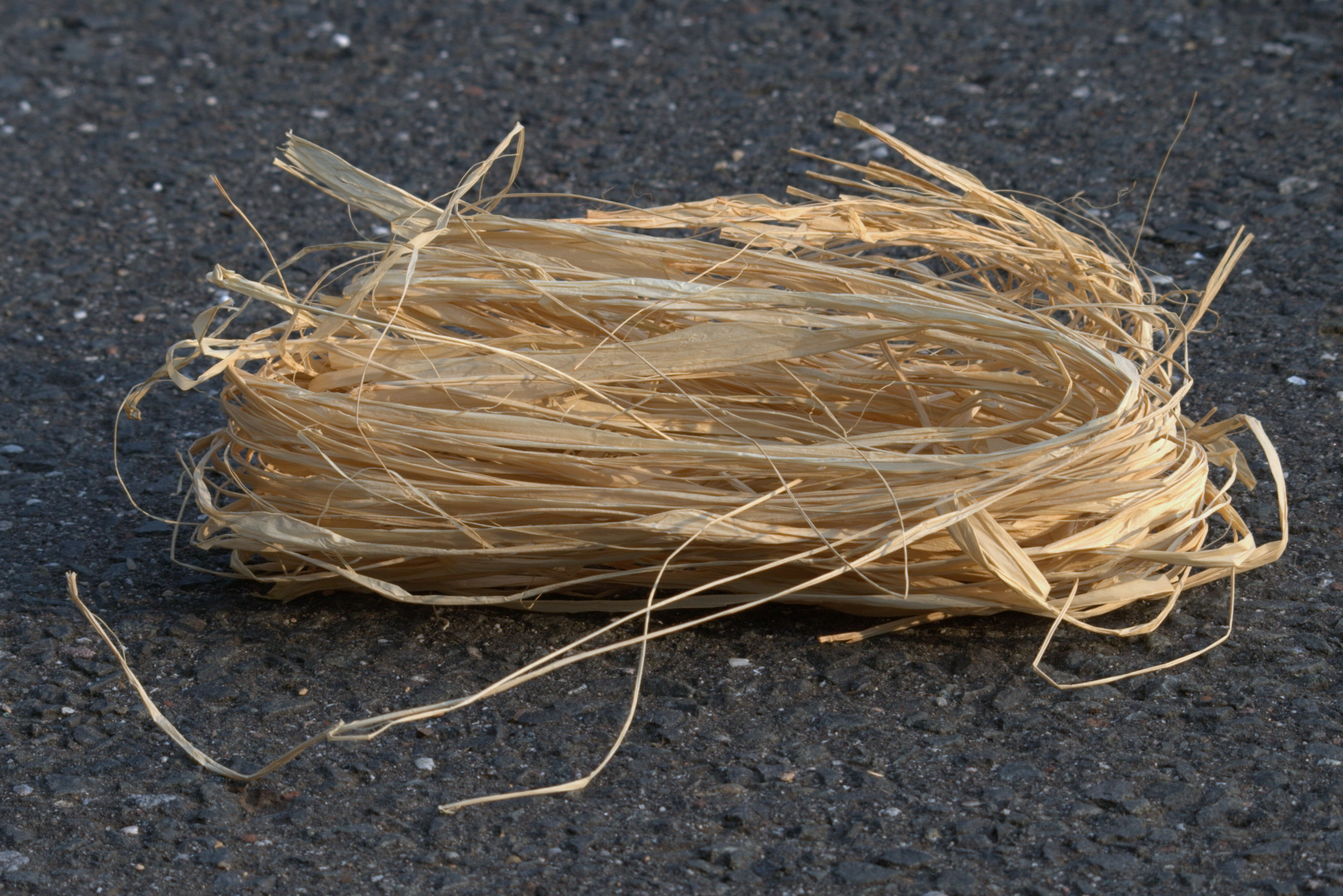
Fibras de rafia

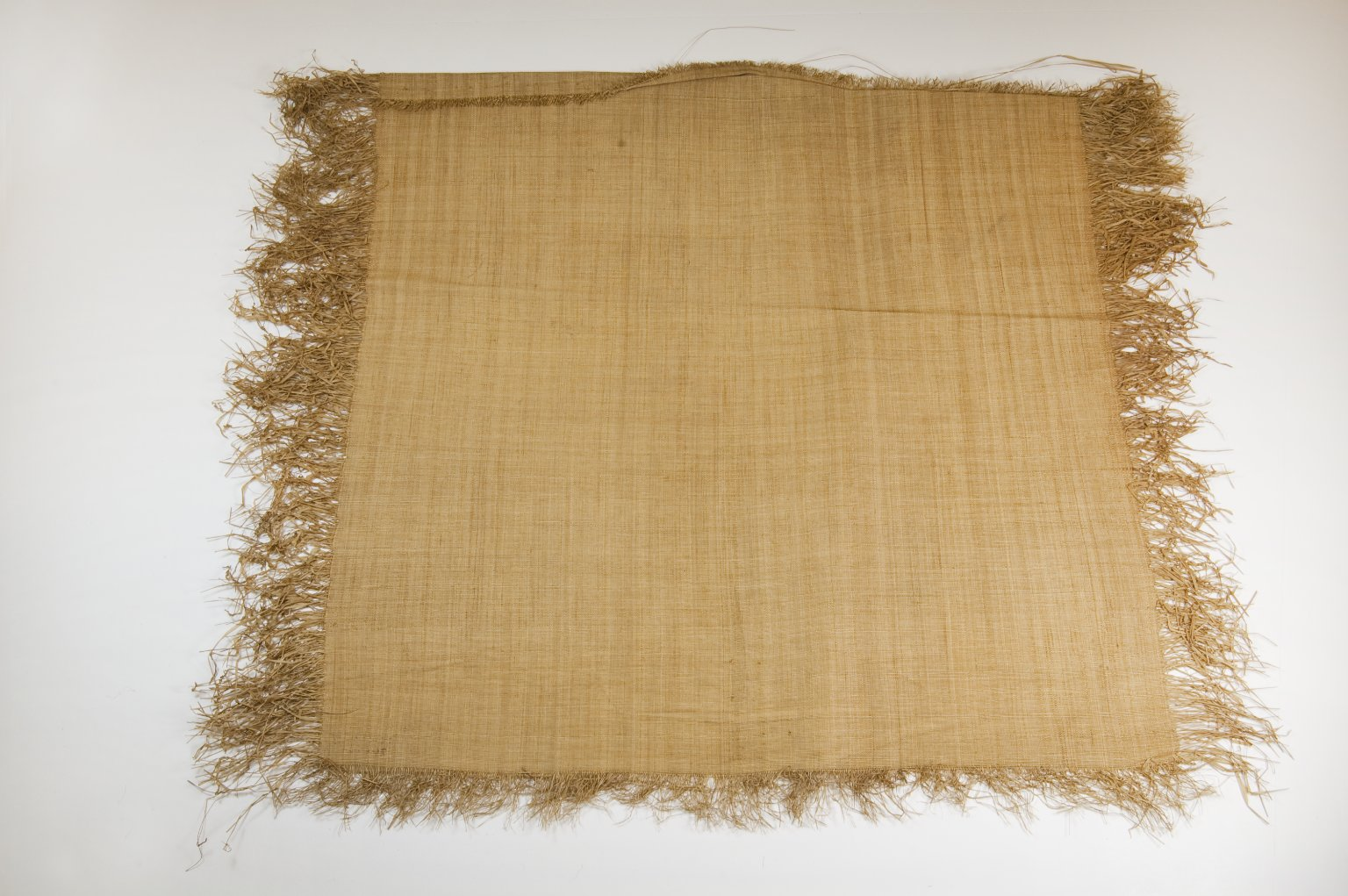
Tela confeccionada con rafia

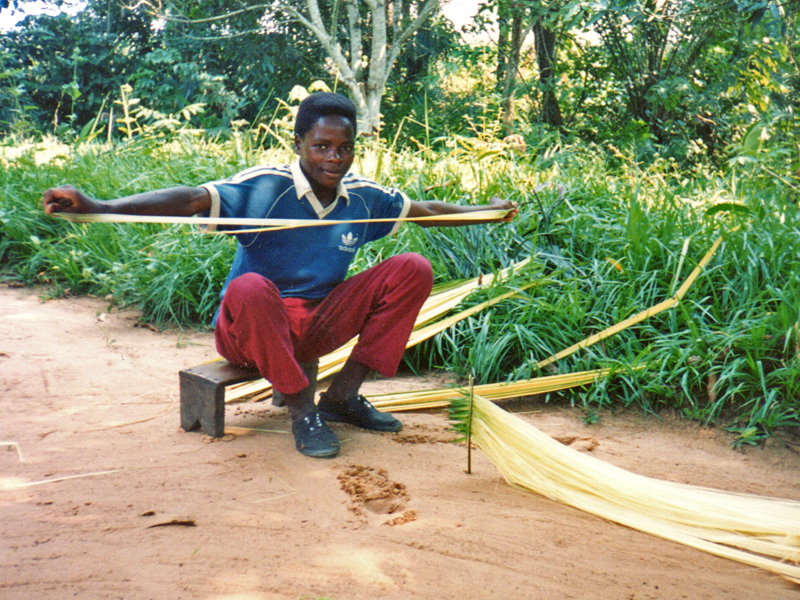
Proceso manual de pelado de las hojas de palma de rafia.

La rafia es un hilo o cordel de fibra natural, proveniente de una especie de palma de África y América tropicales del género Raphia, de grueso estipe, grandes hojas pinnadas, enormes frutos elípticos y a la cual debe su nombre.
Se trata de una fibra muy resistente y flexible, se usa en la industria del cordado y en la textil como materia prima en sustitución del yute. 
El término también se aplica a su imitación sintética, hoy más comúnmente usada, obtenida por extrusión de poliolefinas (polietileno y polipropileno).
También se conoce como rafia al tejido fabricado con este material, a partir de hilos o cintas flexibles entrelazados que se cruzan unos con otros formando ángulos de 90 grados. Esta fibra, particularmente tratada, queda con un aspecto lucido, rígido, ligero y resistente, utilizándose para confeccionar sacos y bolsas de carga, capelinas, tapices, y muchos objetos hogareños de decoración. Con el cordel también se suelen fabricar redes.

## Materia prima
La rafia se produce a partir de fibras textiles sintéticas, principalmente, de polipropileno (PP) trenzado. El material de rafia es reutilizable en múltiples ocasiones debido a la resistencia y durabilidad del material.

## Fabricación
La fabricación de rafia se lleva a cabo por el entrecruzamiento ordenado de dos conjuntos de fibras textiles en forma de red, normalmente, formando un ángulo recto entre sí. El entrecruzamiento de la fibra da lugar a un tejido resistente que no se deforma, especialmente indicado en la elaboración de bolsas reutilizables con una larga vida útil.
La primera empresa que diseñó y produjo maquinaria para obtener la fibra sintética base de la rafia fue Covema fundada por los hermanos Dino y Marco Terragni.

## Aplicaciones
La rafia es un material versátil, usado ampliamente en numerosas aplicaciones durables, siendo un soporte ideal para bolsas y fundas que garantiza la reutilización de las mismas por su resistencia y durabilidad, por lo que se convierten en una interesante alternativa a las bolsas de plástico de un solo uso.